# Wilco
Wilco és un grup de rock alternatiu de Chicago, Illinois, Estats Units, formada el 1994 pels membres restants de la banda de country alternatiu Uncle Tupelo, poc després que en marxés el cantant Jay Farrar. La formació de Wilco ha patit diversos canvis des de la seva formació i només el vocalista/compositor Jeff Tweedy i el baixista John Stirratt es mantenen com a membres fixos des de l'inici. Des de principis de 2004, la resta de la banda consta del guitarrista Nels Cline, els multiinstrumentistes Pat Sansone i Mikael Jorgensen i el bateria Glenn Kotche. Han llançat al mercat set discos d'estudi, un àlbum en directe i tres col·laboracions: dues amb Billy Bragg i un amb The Minus 5.
La música de Wilco s'ha inspirat en una àmplia gamma d'artistes i estils, entre ells Bill Fay i Television, a més d'haver servit d'influència per altres bandes de rock alternatiu. En el seu àlbum de debut, A.M. (1995), van seguir amb l'estil country alternatiu d'Uncle Tupelo, mentre que en els seus discos posteriors han explorat aspectes més experimentals, tocant estils com el rock alternatiu i el pop més clàssic.
Wilco va recollir certa atenció mediàtica gràcies al seu quart disc, Yankee Hotel Foxtrot (2002), en part a causa de la controvèrsia creada al seu voltant. Després de completar les sessions d'enregistrament, Represa Records va rebutjar el disc i va rescindir el contracte amb la banda. Com a part del tracte, Reprise va cedir a Wilco tots els drets de l'àlbum. Després de penjar Foxtrot al seu lloc web oficial per escoltar amb reproducció en temps real, Wilco va vendre el disc a Nonesuch Records el 2002. Ambdues discogràfiques són subsidiàries de Warner Music Group, cosa que va portar a un crític musical a dir que «demostrava com de fotuda estava la indústria musical de començaments del segle XXI». Yankee Hotel Foxtrot és el disc amb més èxit de la banda fins al moment, amb vendes superiors a les 670.000 còpies. Gràcies al seu cinquè disc d'estudi A Ghost Is Born llençat el 2004, la banda va guanyar dos premis Grammy incloent-hi el de millor àlbum de música alternativa. Van llançar el seu setè disc, Wilco (The Album), el 30 de juny de 2009 i en van vendre més de 271.000 còpies. El vuitè àlbum de la banda, The Whole Love, es va llançar el 27 de setembre de 2011.

## Discografia

### Àlbums
- A.M. (1995)
- Being There (1996)
- Summerteeth (1999)
- Yankee Hotel Foxtrot (2002)
- A Ghost Is Born (2004)
- Kicking Television: Live in Chicago (2005)
- Sky Blue Sky (2007)
- Wilco (The Album) (2009)
- The Whole Love (2011)[3][4]
- Star Wars (2015)
- Schmilco (2016)
- Ode to Joy (2019)
- Cruel Country (2022)
- Cousin (2023)

### EPs
- Wilco: iTunes Session (2012)

### Col·laboracions
- Mermaid Avenue, amb Billy Bragg (1998)
- Mermaid Avenue Vol. II, amb Billy Bragg (2000)

## Premis i nominacions

### Premis Grammy
| Any  | Categoria                          | Treball/artista   | Resultat  |
| ---- | ---------------------------------- | ----------------- | --------- |
| 1999 | Millor àlbum de folk contemporani  | Mermaid Avenue    | Nominat   |
| 2005 | Millor àlbum de música alternativa | A Ghost Is Born   | Guanyador |
| 2005 | Millor paquet de gravació          | A Ghost Is Born   | Guanyador |
| 2008 | Millor àlbum de rock               | Sky Blue Sky      | Nominat   |
| 2009 | Millor àlbum d'americana           | Wilco (The Album) | Nominat   |

### Premis de música Shortlist
| Any  | Premis                    | Treball/artista | Resultat |
| ---- | ------------------------- | --------------- | -------- |
| 2004 | Premi de música Shortlist | A Ghost Is Born | Nominat  |
| 2007 | Premi de música Shortlist | Sky Blue Sky    | Nominat  |

### Premis Wired Rave
| Any  | Premi            | Treball/artista      | Resultat  |
| ---- | ---------------- | -------------------- | --------- |
| 2003 | Premi Wired Rave | Yankee Hotel Foxtrot | Guanyador |